# South Bradenton, Florida
South Bradenton är en ort (CDP) i Manatee County, i delstaten Florida, USA. Enligt United States Census Bureau har orten en folkmängd på 22 178 invånare (2010) och en landarea på 11,6 km².